# Ku (białko)

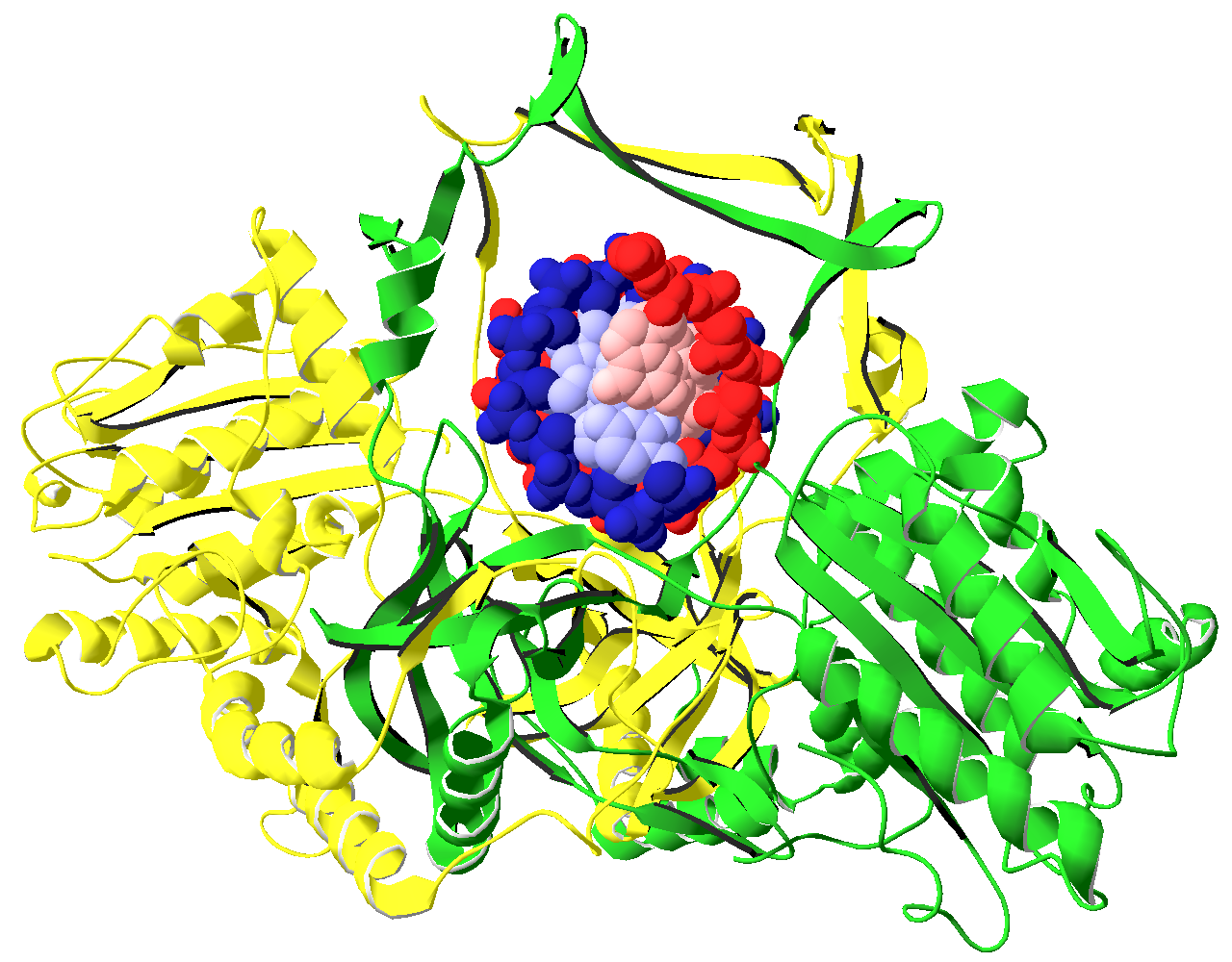
Heterodimer ludzkiego białka Ku przyłączony do nici DNA. Ku70 zaznaczono kolorem zielonym, Ku80 – żółtym, a łańcuchy DNA czerwonym i niebieskim.

Białko Ku – heterodimer białka Ku70 (masa 69 kDa) i Ku86 (masa 83 kDA, zwane również Ku80), będący ważnym czynnikiem łączącym końce nici DNA w procesie niehomologicznego scalania końców DNA.
U wielu organizmów, białko Ku pełni dodatkowe funkcje w telomerach, inne niż naprawa DNA.

## Geneza
W trakcie ewolucji białko Ku nieznacznie zmieniło swoją budowę, porównując białko bakteryjne z ludzkim. Jedyną różnicą jest to, że u bakterii białko Ku występuje jako homodimer (dwie kopie tego samego białka wiążą się ze sobą), a u organizmów Eucaryota białko Ku ma postać heterodimeru dwóch polipeptydów: Ku70 (XRCC6) oraz Ku80 (XRCC5) skąd ich nazwa pochodzi o ich molekularnej wagi ludzkich białek Ku o masie 70 kDa i 80 kDa.

## Ogólna budowa kompleksu
Kompleks zbudowany jest z 3 domen, w skład których wchodzą:
- domena α/β N-terminalnego końca – leżąca na zewnątrz heterodimeru, składająca się z sześciu β-kartek (jedna z nici jest antyrównoległa). Końce N (aminowe) β-kartek są proksymalne do rowka, w którym następuje wiązanie nici DNA. Końce karboksylowe biorą udział w przyłączaniu innych czynników naprawiających uszkodzone DNA;
- centralnej β-kartki – umiejscowiona centralnie w heterodimerze, stanowią łącznik pomiędzy domenami. Składa się z siedmiu β-kartek rozmieszczonych antyrównolegle. Struktura β-kartki w tej domenie tworzy jedną pętle w dużym rowku DNA, co powoduje powstanie płaskiego miejsca przyłączenia nici DNA;
- C-terminalnego ramienia – stanowi miejsce przyłączenia kinazy białkowej zależnej od DNA[5].

## Budowa pierścienia
Kompleks białek Ku tworzą dwa pierścienie otaczające nić DNA całkowicie, w odróżnieniu od czynników replikacyjnych, które otaczają tylko część nici DNA. Zdarza się, że po naprawie zerwanej cząsteczki DNA, kompleks Ku pozostaje „uwięziony” na nici DNA.
Wnętrze kompleksu tworzy asymetryczny pierścień zawierający dodatnio naładowane aminokwasy, który umożliwia interakcję z ujemnie naładowanym resztami kwasu fosforowego cząsteczki DNA. Taka budowa kompleksu białek Ku zapobiega degradacji DNA przez nukleazy oraz przesuwaniu się kompleksu z końców nici DNA.

## Wiązanie kompleksu Ku z końcami nici DNA
Aby białko Ku mogło prawidłowo funkcjonować wymagana jest obecność fosforanu-6-inozytolu, który wiąże się z kompleksem Ku. Obecnie nie wiadomo, czy fosforan-6-inozytolu połączony jest ciągle z białkiem Ku, czy jest dołączany w trakcie odpowiedzi na uszkodzenie DNA. Są dwa czynniki, które są istotne w formowaniu pierścienia naokoło nici DNA:
- polaryzacja elektrostatycznego ładunku dodatniego, który koncentruje się na wewnętrznej powierzchni pierścienia i wzdłuż miejsca przyłączenia DNA;
- budowa samego pierścienia.

Białko Ku70 ułożone jest proksymalnie do pierścienia, a białko Ku80 dystalnie do końców nici DNA. Ze względu na asymetryczną budowę kompleksu Ku, miejsce wiązania DNA z jednej strony nici DNA może być w całości związane z resztami aminokwasowymi białka Ku70, a z drugiej strony przez reszty aminokwasowe białka Ku80. Wolne końce DNA zawsze wiążą się z resztami aminokwasowymi białka Ku70. Asymetria wiązania końców nici DNA może powodować powstawanie jednej lub kilku kombinacji strukturalnych heterodimerów białka Ku.

## Mechanizm działania
Nie jest wiadome, jaka ilość białek Ku bierze udział w procesie łączenia dwóch nici DNA. Sugeruje się, że proces naprawy może indukować jeden kompleks białek Ku. Główną rolą heterodimeru białek Ku jest promowanie połączenia dwóch końców nici DNA i stymulowanie ligacji. Dotychczas nie poznano dokładnego mechanizmu łączenia się dwóch heterodimerów. Wiadomo tylko, że połączenie [białko Ku]–[koniec DNA] stanowi połowę kompleksu łączącego nici DNA. Kształt nici DNA w miejscu wiązania białka Ku jest dopasowany w taki sposób, by całkowicie nie zasłaniać końców nici DNA.